# František Borgia Kéri
František Borgia Kéri (10. října 1702, Kenézlő (v Sabolčské stolici)? – 1. prosince 1768, Trnava) byl fyzik, astronom, historik a člen jezuitského řádu. V 50. a 60. letech 18. století zastával funkci rektora na univerzitách v Trnavě a Košicích a prefekta trnavského jezuitského semináře. Podílel se i na založení a vybudování astronomické observatoře v Trnavě.

## Studia a profesionální kariéra
21. října 1719 vstoupil v Trenčíně do noviciátu jezuitského řádu. V letech 1723–1725 studoval filozofii v Grazu a v období 1730–1733 teologii v Trnavě. Závěrečné řeholní sliby složil v Trnavě 2. února 1737. Jako učitel-jezuita působil na několika školách a funkcích ve Skalici, ve Vídni a Budíně, včetně univerzit v Olomouci a Trnavě. Na Trnavské univerzitě dvakrát (v letech 1752–1756 a 1759–1763) působil jako rektor. Na Košické univerzitě byl rektorem v letech 1756–1759. V letech 1764–1768 byl prefektem semináře v Trnavě.
Kéri se věnoval astronomii už v 30. letech 18. století, tedy ještě před postavením trnavské univerzitní observatoře. Astronomii na Trnavské univerzitě se věnovali před ním zejména Ján Misch a Martin Szentiványi. Především Keriho zásluhou se podařilo v letech 1753–1756, (kdy působil jako rektor univerzity) vybudovat v Trnavě astronomickou observatoř. Zkušenosti k výstavbě takového zařízení získal při své cestě do Říma v 30. letech 18. století, kdy navštívil několik moderních evropských observatoří. Astronomické přístroje pro trnavskou observatoř konstruoval sám. Šlo zejména o součástky do dalekohledů (např. disky do dutých zrcadel, broušení zrcadel), ale i samotné dalekohledy. Kéri sám navrhoval způsob broušení dutého zrcadla a pokusy zjišťoval nejvhodnější typ slitiny pro své přístroje. Několik těchto přístrojů vyvolalo kladný ohlas i v zahraničí. Mezi astronomy, kteří se o nich pochvalně vyjadřovali, patří i Francouz Jacques Cassini. Kéri byl učitel první moderní generace fyziků – Andreje Jaslinského, Antona Revického, Jana Ivančiče, Andreje Adányiho a jiných. Kromě přírodních věd se věnoval i studiu byzantských a osmanských dějin.

## Přírodněfilozofické názory
František Borgia Kéri je autorem vícera filozoficko-fyzikálních i astronomických děl, ve kterých konfrontoval přírodní filozofii Descartese a Newtona. Po filozofické stránce se přikláněl více k Descartovi. Samotná analýza a konfrontace názorů těchto učenců byla v té době průkopnická, a právě tím přispěl Kéri k překonání scholastických interpretací. V šedesátých letech přijal Kéri jako jediný v celém Uhersku bezvýhradně názory Isaaca Newtona v oblasti dynamiky a její aplikace na nebeskou mechaniku.

## Díla
- 1730 – Panegyricus S. Ignatii
- 1731 – Immaculate Deiparae Conceptio oppugnata
- 1733 – Tabulae Triplices ad horology omnis generis construenda et solis motu coequanda (pravděpodobné autorství)
- 1736 – Dissertatio Astronomica de cometa viso 1729 et 1730 (nezachovala dílo)
- 1738 – 1742 – Epitome historiae Byzantinae seu Imperatorum Orientis e compluribus graeca praesertim concinna a Constantino M. ad Constantinum ultimum et expugnatam per Turcas Constantinopolim
- 1744 – Epistolae S. Augustini ad S. Hieronymum et hujus Responsoriae cum longa Introductione
- 1749 – Epitome historiae Byzantinae Continuatio, seu Imperatores Ottomanici a Capt Constantinopoli cum Epitome Principum Turcarum
- 1752 – Dissertatio Physica de corpore Generatol deque opposito eidem vacuo
- 1753 – Dissertatio Physica de motu corporum
- 1754 – Dissertatio Physica de Cause motuum in corporibus
- 1756 – Dissertatio de luce eiusque proprietatibus